# 원주 충렬사
원주 충렬사(原州 忠烈祠)는 강원특별자치도 원주시 행구동에 있는 사당이다. 2009년 4월 30일 원주시의 향토문화유산 제2009-1호로 지정되었다.

## 개요
원주 충렬사는 강원특별자치도 원주시 석경길 24에 있는 사당이다. 충숙공 원충갑 상호군, 문숙공 김제갑 원주 목사, 충장공 원호 여주 목사의 호국정신을 숭상하기 위한 위패가 있다.
충렬사와 관련된 유물로 1970년 당시의 사액 현판은 1871년 충렬사가 없어지면서 충북 괴산 김제갑 원주 목사의 불천지위 사당에 후손들이 보관해 오다가 2009년 5월 7일 충렬사 복원건립 준공에 맞춰 원주시에 기증하였다.

## 같이 보기
- 김제갑 충렬비 - 원주시 향토문화유산 제2012-1호